# Папа Смурф
Папа Смурф (англ. Papa Smurf) — один из главных героев в комиксах, мультсериалах и фильмах про Смурфиков. В возрасте 546 лет является третьим по старшинству смурфом (после Дедушки и Бабушки Смурфов). Впервые он появился в комиксе «Смурфики и Волшебная Флейта».

## Описание
Папа Смурф - отец более сотни смурфов, все известные на сегодняшний день взрослые смурфы - его дети и воспитанники. Он является формальным лидером всех смурфов, их наставником и руководителем в защите от злого волшебника Гаргамеля и его кота Азраэля. Много знает о жизни смурфов.
Он ― лидер Смурфидола, кроме того отец более 100 молодых смурфиков. С помощью своей мудрости и знания науки, он защищает смурфиков от опасностей, которые подстерегают их в лесу.
Папа Смурф всегда старается сделать все, чтобы его подопечные делали правильный выбор.

## Характер
Папа Смурф мудр и интеллигентен, но иногда чересчур строг. Всегда дает советы, говорит как необходимо поступить в какой-либо ситуации и знает ответы на вопросы касательно быта и жизни смурфов. Является лидером Смурфдола, и присматривает за всеми смурфиками. Часто решает споры.
С детства мечтал стать могущественным смурфом и исполнил эту мечту.
В его лаборатории есть огромное количество книг на все случаи жизни и приборы для изучения физических явлений.

## Внешность
Носит красную шапку и штаны. Отличается от остальных белыми усами и бородой.

## Интересные факты
Папа Смурф знаком с некоторыми выдающимися личностями (например, с Матерью Природой и колдуном Хомнибусом). Часто помогает Матери Природе, когда погода выходит из-под контроля, а она отвечает ему тем же: часто помогает Папе Смурфу в случае появления угрозы.